# Felber Oasis
Felber Oasis − luksusowy terenowy samochód osobowy produkowany przez szwajcarską firmę Felber.
Godna uwagi była możliwość wyboru zakresu przełożeń skrzyni biegów: trzystopniowa skrzynia biegów, dwie ręczne skrzynie biegów z różnymi rodzajami redukcji, trzystopniowa automatyczna przekładnia planetarna Chryslera.
Za dodatkową opłatą Felber oferował wóz z silnikiem Rolls-Royce'a.

## Dane techniczne
- Silnik: 5,7 l[1]
- Moc maksymalna: 165 KM[1]
- Prędkość maksymalna: 170 km/h[1]
- Prześwit: 195 mm[1]